# Palaeaspilates inoffensa
Palaeaspilates inoffensa là một loài bướm đêm trong họ Geometridae.